# Afropydna witteana
Afropydna witteana är en fjärilsart som beskrevs av Sergius G. Kiriakoff 1946/49. Afropydna witteana ingår i släktet Afropydna och familjen tandspinnare. Inga underarter finns listade i Catalogue of Life.